# 社城镇
社城镇，是中华人民共和国山西省晋中市榆社县下辖的一个乡镇级行政单位。区域面积324.97平方千米。

## 行政区划
社城镇下辖以下地区：
社城村、南翟管村、北翟管村、西河村、双峰村、北河村、圪麻洼村、官上村、翟管沟村、彰修村、阳乐村、两河口村、石源村、郊口村、石会村、水泽村、焦红寺村、顶村和西崖底村。